# Anders Skaarseth
Anders Skaarseth (né le 7 mai 1995 à Lillehammer) est un coureur cycliste norvégien. Il évolue au sein de l'équipe Uno-X Pro. 

## Biographie
Son petit frère Iver est également coureur cycliste.
En avril 2021, il participe à l'Amstel Gold Race, où il est membre de l'échappée du jour. 

## Palmarès et résultats

### Palmarès par année
- 2013
  - 2e du championnat de Norvège sur route juniors
- 2014
  - 2e étape de l'U6 Cycle Tour
  - Rankingritt Sandnes
- 2015
  -  Champion de Norvège du contre-la-montre par équipes
  - NorgesCup
  - Gylne Gutuer
  - Eidsvollrittet
  - 3e du championnat de Norvège sur route espoirs
- 2016
  -  Champion de Norvège du contre-la-montre par équipes
  - 1re étape du ZLM Tour (contre-la-montre par équipes)
  - 2e de Gand-Wevelgem espoirs
  - 3e du championnat de Norvège du critérium
- 2017
  -  Champion de Norvège sur route espoirs
  - 2e du Tour de Bretagne
  - 2e du Grand Prix Marcel Kint
  - 10e du championnat du monde sur route espoirs
- 2019
  - 3e étape du Tour de Haute-Autriche
- 2021
  - 2e du championnat de Norvège sur route

### Classements mondiaux
| Année                                 | 2015 | 2016 | 2017 | 2018  | 2019 | 2020  | 2021 | 2022 | 2023  | 2024  |
| ------------------------------------- | ---- | ---- | ---- | ----- | ---- | ----- | ---- | ---- | ----- | ----- |
| Classement mondial                    |      | 759e | 557e | 1057e | 549e | 1468e | 387e | 536e | 2166e | 1156e |
| UCI Europe Tour                       | 593e | 475e | 426e | 660e  | 419e | 1102e | 320e | 422e | nc    | nc    |
|                                       |      |      |      |       |      |       |      |      |       |       |
| Légende : nc = non classéSource : UCI |      |      |      |       |      |       |      |      |       |       |